# Protomystides semiconfusa
Protomystides semiconfusa är en ringmaskart som beskrevs av Hartmann-Schröder 1984. Protomystides semiconfusa ingår i släktet Protomystides och familjen Phyllodocidae. Inga underarter finns listade i Catalogue of Life.